# ターミナルアダプタ
ターミナルアダプタ (TA,Terminal Adapter) は、本来の意味は「通信回線と通信機器を接続する際のインタフェース変換装置」全般を指す言葉。

## 経緯
一般には、ISDN回線に接続し、アナログ電話機や、コンピュータなどの情報機器を接続するためのインタフェース変換を行うデータ回線終端装置を指すことが多いが、業務用にはそれ以外にも、ATM回線とイーサネットを相互変換するもの、SDHで提供されるディジタル専用線をシリアルインタフェースに変換するものなど、様々なタイプのものが存在する。
インターネット・サービス・プロバイダへのダイヤルアップによるインターネット通信を行うことを目的に、一般家庭などへのISDNの導入が盛んであった1990年代後半の時期には多く販売されていたが、2000年代に入り、定額制の料金、常時接続で、より通信速度の速いブロードバンドインターネット接続（ADSL、CATV、光ファイバー《FTTH/FTTx》）が一般に普及し、ADSL加入のためにアナログ回線に戻したり、IP電話に置き換えられるようになり、一般家庭用は以前よりも種類が減少した。
以下、主にISDN回線接続に用いるTAについて解説する。

## TAの機能
基本的には、電話局からの給電（局給電）による動作に非対応の機器が多いため、商用電源（100ボルト）が必要である。また、停電補償用の充電電池を内蔵可能なものが多い。企業用では無停電電源装置（UPS）を使う場合もある。なお、局給電に対応している機器でも、停電時に動作可能な接続機器が限定される場合もあり、注意が必要である。
TAの機能をポート別に以下で述べる。

### 加入者線インターフェース
折り返し試験機能付きDSUを内蔵し、加入者線に直結できるものも多い。その場合、加入者線の極性の差に切り替えスイッチや自動検出で対応できるものがほとんどである。また、DSUを切り離してS点に接続できるようになっている。
また、アナログ加入者線とISDN基本速度インターフェースの自動判別機能を持ち、アナログ回線に接続された時に内線交換機として働くものもある。

### S/T点インターフェース
端末機器接続用S点インターフェースを持つものも多い、その場合、他のISDN機器（G4ファクシミリや他のTAなど）のS点や、（内蔵のDSUを切り離して）他のDSUのT点に接続することも可能である（終端抵抗の接続・開放スイッチがある）。
なお、ISDN対応PBX装置を使用する場合、DSU側をT点、ISDN端末側をS点と言うが、双方とも同等のインターフェースであり、PBXを使用せず省略する場合は、同じ点に位置するため、便宜上S/T点と呼ぶ。

### データポート
シリアルポート・USB・イーサネットなどのインターフェースにコンピュータなどを接続し、ISDN回線交換モードによるデータ通信を行う。また、ルーター・スイッチングハブ・無線LANアクセスポイントなどの機能を内蔵しているものもある。
また、DチャネルやBチャネルでのISDNパケット通信が可能なものもある。

### アナログ電話ポート
アナログ電話機・G3ファクシミリを接続する複数のアナログ電話ポートがある。一つのポートに複数の電話端末を接続するブランチ接続が可能なものも多い。なお、アナログポート回線のダイヤル方法は、プッシュ式(DTMF)のみ対応で、ダイヤル式（パルス）に対応していない物もある（黒電話等が使えない）。反対にダイヤル回線に対応する製品では、ターミナルアダプタを介することによって、ダイヤル回線を契約することなく黒電話の使用が可能となる。2021年現在のNTTでは、ダイヤル回線の新規契約を受け付けておらず、ダイヤル回線以外でダイヤル式の電話機を利用するには、特殊な構内交換器を用いるか、ダイヤル式の電話機に対応したルータや、ターミナルアダプタを併用するほか手段が存在しない。
ターミナルアダプタの中には、内線電話交換機機能で外線・内線通信・保留・内線転送などを行ったり、各ポートにi・ナンバー、ダイヤルインの電話番号やサブアドレスを割り当てられる機能を持った製品もある。
留守番電話・ナンバーディスプレイ・ネームディスプレイ・PHS自営基地局（デジタルコードレス電話の親機）などの機能が付加されたものもある。
2つのアナログポートを装備した機種が多かったが、i・ナンバーの3番号機能に対応したモデルには、3ポートを装備した製品も見られた。

## ピンク電話接続用ターミナルアダプタ
硬貨収納等信号送出機能をアナログ電話ポートに付加した、硬貨収納機能を持ったピンク電話機をISDNに接続するためのターミナルアダプタである。
特徴
- NTTとの、硬貨収納等信号送出機能付加（特殊簡易公衆電話）の契約が不要である。
- 通話料金の倍率を任意に設定可能である。
- 内部に市外局番ごとの料金表を持っている。

## ISDNターミナルアダプタ内蔵IP電話ゲートウェイ付きブロードバンドルーター
ISDNターミナルアダプタ内蔵IP電話ゲートウェイ付きブロードバンドルーターは、ヤマハのみが製造している。ADSLなどのブロードバンドインターネット接続の迂回路としてISDNを使用することを目的として使用される。

## ターミナルアダプタ内蔵デジタル電話機
ISDN電話機は本来、ターミナルアダプタを必要とせず、S/T点インターフェースに直接接続することができるが、パソコンを接続するためにRS-232CやPIAFS通信機能等を有するターミナルアダプタと電話機を一体にしたターミナルアダプタ内蔵デジタル電話機が製造された。

## RVS-COM
RVS-COMは、同ソフトに対応したターミナルアダプタの、Bチャネル回線交換通信の生データをパソコンに送受信することにより、G4/G3ファクシミリ・電話回線モデムエミュレーション・音声通信・留守番電話・ファイル転送・コンピュータの遠隔操作などを行う、Windows用通信ソフトウェア。ドイツのRVS社が開発し、日本ではメガソフトが販売。ヨーロッパでは広く普及している。
高価なG4FAX専用機や安定性の劣るFAXモデムを使用せずにG4/G3 FAXと相互通信し、紙に打ち出さずに送信・受信・転送でき、順次同報通信・宛先の差込なども可能である。
FAXと音声通信・留守番電話機能との自動切換や他のソフトとの連動機能もある。
留守番電話は、時刻や相手先電話番号によって応答メッセージを変えることが可能である。
ファイル転送・コンピュータの遠隔操作は、同じソフトを使用する相手とのみ可能で、インターネットを経由しないため安全であるとされている。
- RVS-COM2000 R2-メガソフト

IP電話などで同様のことが可能になったため、新規の導入は少ない。